# كريس بلير
كريس بلير (بالإنجليزية: Chris Blair) هو لاعب كرة الريشة نيوزلندي، ولد في 4 مارس 1978 في إنفركارجل في نيوزيلندا.

## وصلات خارجية
- كريس بلير على موقع BWF.tournamentsoftware.com (الإنجليزية)
- كريس بلير على موقع BWFbadminton.com (الإنجليزية)
- كريس بلير على موقع اللجنة الأولمبية النيوزيلندية (الإنجليزية)
- كريس بلير على موقع اتحاد ألعاب الكومنولث (مؤرشف) (الإنجليزية)